# Gonçalo Ramos
Gonçalo Matias Ramos (Olhão, 20 de junio de 2001) es un futbolista portugués que juega de delantero en el Paris Saint-Germain F. C. de la Ligue 1.

## Trayectoria
Nacido en Olhão, en la región del Algarve, comenzó su carrera futbolística en las categorías inferiores del S. C. Olhanense local en 2009, antes de incorporarse a la cantera del Loulé y, posteriormente, del S. L. Benfica en 2013, a la edad de 12 años. El 13 de enero de 2019 debutó como profesional con el equipo de reserva del Benfica como sustituto de Nuno Tavares en el minuto 84 en una derrota en casa por 3-2 ante el Braga B en la Segunda División de Portugal. El 21 de julio de 2020 debutó con el primer equipo del Benfica como sustituto de Pizzi en el minuto 85 en la victoria a domicilio por 4-0 contra el C. D. Aves en la Primeira Liga, marcando un doblete en 8 minutos. Durante esa temporada, Ramos disputó la Liga Juvenil de la UEFA 2019-20, en la que fue una pieza clave para que el Benfica llegara a la final de la competición, perdida ante el Real Madrid (3-2), en la que marcó un doblete en la final; terminó como co-máximo goleador del torneo con 8 goles. El 7 de octubre de 2020 acordó una prórroga de su contrato hasta 2025.
Tras una prometedora temporada 2020-21 con el equipo B, en la que marcó once goles en doce partidos, el técnico Jorge Jesús le dio entrada en el primer equipo al inicio de la temporada 2021-22, siendo titular en la victoria por 2-0 en casa ante el F. C. Spartak de Moscú en la tercera ronda de clasificación de la Liga de Campeones de la UEFA. Tras la llegada de Roman Yaremchuk y el regreso de Darwin Núñez tras su lesión, encontró minutos limitados en el primer equipo, lo que le llevó a buscar una salida del club en el mercado de fichajes de invierno. Con la llegada del técnico interino Nélson Veríssimo en enero de 2022, que lo había entrenado anteriormente en el equipo B, comenzó a jugar con más regularidad, y reavivó su forma, marcando siete goles y dando dos asistencias, con su versatilidad le permitió jugar en varias posiciones en el ataque, lo que fue encontrado útil por el nuevo entrenador.
El 13 de abril marcó su primer gol en la Liga de Campeones de la UEFA en el empate a domicilio contra el Liverpool F. C. en Anfield en el partido de vuelta de la eliminatoria de cuartos de final de la Liga de Campeones 2021-22. Con ello, se convirtió en el segundo jugador más joven (con 20 años y 297 días) en marcar con el club en las fases finales de la competición. El Benfica quedó eliminado tras perder ante el Liverpool por un global de 6-4.
El 7 de agosto de 2023 fue cedido al Paris Saint-Germain F. C. por una temporada. El acuerdo incluía una opción de compra, que podía ser activada por cualquiera de los dos clubes, por un valor de 65 millones de euros más otros 15 en variables.El 22 de noviembre de 2023 activan la cláusula de opción a compra de 65 millones de euros y se queda permanentemente al Paris Saint-Germain F. C.

## Selección nacional
Con la selección sub-17 de Portugal participó en el Campeonato Europeo Sub-17 de la UEFA 2018 en Inglaterra. En esta competición, jugó dos partidos, marcando un gol contra Eslovenia en la eliminación de la fase de grupos.
Formó parte del equipo de la selección sub-19 de Portugal que se proclamó subcampeón en el Campeonato Europeo de la UEFA Sub-19 2019 en Armenia. Fue el máximo goleador con 4 goles en 5 partidos, incluyendo un hat-trick en la victoria por 4-0 contra la República de Irlanda en las semifinales.
El 12 de noviembre de 2020 disputó su primer partido con la selección sub-21, marcando el tercer gol en la victoria por 3-0 en Bielorrusia para la campaña de clasificación para la Eurocopa Sub-21 de 2021. En marzo de 2021 participó en la Eurocopa Sub-21 de 2021, ayudando a Portugal a terminar como subcampeón, tras perder en la final por 1-0 ante Alemania.
En noviembre de 2022 fue convocado con la selección absoluta para participar en el Mundial 2022 e hizo su debut en un amistoso ante Nigeria, previo a la celebración del torneo, en el que también marcó su primer gol. Ya en la cita mundialista, consiguió que el seleccionador Fernando Santos lo pusiera de titular en lugar de Cristiano Ronaldo en los octavos de final contra Suiza y aprovechó la oportunidad para contribuir con tres tantos a la clasificación para la siguiente ronda.

### Participaciones en Copas del Mundo
| Mundial      | Sede  | Resultado        | Partidos | Goles |
| ------------ | ----- | ---------------- | -------- | ----- |
| Mundial 2022 | Catar | Cuartos de final | 4        | 3     |

### Participaciones en Eurocopas
| Copa          | Sede     | Resultado        | Partidos | Goles |
| ------------- | -------- | ---------------- | -------- | ----- |
| Eurocopa 2024 | Alemania | Cuartos de final | 1        | 0     |

## Estadísticas

### Clubes
Actualizado al último partido disputado el 13 de agosto de 2025.
| Club                              | Div.          | Temporada     | Liga  | Liga  | Liga   | Copas nacionales | Copas nacionales | Copas nacionales | Copas internacionales | Copas internacionales | Copas internacionales | Total | Total | Total  |
| Club                              | Div.          | Temporada     | Part. | Goles | Asist. | Part.            | Goles            | Asist.           | Part.                 | Goles                 | Asist.                | Part. | Goles | Asist. |
| --------------------------------- | ------------- | ------------- | ----- | ----- | ------ | ---------------- | ---------------- | ---------------- | --------------------- | --------------------- | --------------------- | ----- | ----- | ------ |
| S. L. Benfica "B" Portugal        | 2.ª           | 2018-19       | 5     | 0     | 0      | —                | —                | —                | —                     | —                     | —                     | 5     | 0     | 0      |
| S. L. Benfica "B" Portugal        | 2.ª           | 2019-20       | 20    | 4     | 0      | —                | —                | —                | —                     | —                     | —                     | 20    | 4     | 0      |
| S. L. Benfica "B" Portugal        | 2.ª           | 2020-21       | 12    | 11    | 1      | —                | —                | —                | —                     | —                     | —                     | 12    | 11    | 1      |
| S. L. Benfica "B" Portugal        | Total club    | Total club    | 37    | 15    | 1      | 0                | 0                | 0                | 0                     | 0                     | 0                     | 37    | 15    | 1      |
| S. L. Benfica Portugal            | 1.ª           | 2019-20       | 1     | 2     | 0      | 0                | 0                | 0                | 0                     | 0                     | 0                     | 1     | 2     | 0      |
| S. L. Benfica Portugal            | 1.ª           | 2020-21       | 4     | 2     | 0      | 6                | 2                | 0                | 2                     | 0                     | 0                     | 12    | 4     | 0      |
| S. L. Benfica Portugal            | 1.ª           | 2021-22       | 29    | 7     | 1      | 6                | 0                | 1                | 11                    | 1                     | 0                     | 46    | 8     | 2      |
| S. L. Benfica Portugal            | 1.ª           | 2022-23       | 30    | 19    | 2      | 3                | 1                | 0                | 14                    | 7                     | 3                     | 47    | 27    | 5      |
| S. L. Benfica Portugal            | Total club    | Total club    | 64    | 30    | 3      | 15               | 3                | 1                | 27                    | 8                     | 3                     | 106   | 41    | 7      |
| Paris Saint-Germain F. C. Francia | 1.ª           | 2023-24       | 29    | 11    | 1      | 4                | 3                | 0                | 7                     | 0                     | 0                     | 40    | 14    | 1      |
| Paris Saint-Germain F. C. Francia | 1.ª           | 2024-25       | 22    | 10    | 2      | 7                | 5                | 2                | 17                    | 4                     | 1                     | 46    | 19    | 5      |
| Paris Saint-Germain F. C. Francia | 1.ª           | 2025-26       | 0     | 0     | 0      | 0                | 0                | 0                | 1                     | 1                     | 0                     | 1     | 1     | 0      |
| Paris Saint-Germain F. C. Francia | Total club    | Total club    | 51    | 21    | 3      | 11               | 8                | 2                | 25                    | 5                     | 1                     | 87    | 34    | 6      |
| Total carrera                     | Total carrera | Total carrera | 152   | 66    | 7      | 26               | 11               | 3                | 52                    | 13                    | 4                     | 230   | 90    | 14     |

### Tripletes
| 1 | 24 de julio de 2019      | Urartu, Ereván            | Portugal Sub-19 - Irlanda Sub-19      |  | 4 - 0  | Campeonato Europeo Sub-19 2019                |
| 2 | 19 de septiembre de 2020 | Pina Manique, Lisboa      | Casa Pia AC - Benfica B               |  | 0 - 6  | Segunda Liga 2020-21                          |
| 3 | 7 de octubre de 2021     | do FC Vizela, Vizela      | Portugal Sub-21- Liechtenstein Sub-21 |  | 11 - 0 | Clasificación para la Eurocopa Sub-21 de 2023 |
| 4 | 16 de noviembre de 2021  | São Luís, Faro            | Portugal Sub-21 - Chipre Sub-21       |  | 6 - 0  | Clasificación para la Eurocopa Sub-21 de 2023 |
| 5 | 2 de agosto de 2022      | da Luz, Lisboa            | Benfica - FC Midtjylland              |  | 4 - 1  | Liga de Campeones de la UEFA 2022-23          |
| 6 | 6 de diciembre de 2022   | Icónico, Lusail           | Portugal - Suiza                      |  | 6 - 1  | Copa del Mundo 2022                           |
| 7 | 26 de febrero de 2025    | Roazhon Park, Rennes      | Stade Briochin - PSG                  |  | 0 - 7  | Copa de Francia 2024-25                       |
| 8 | 10 de mayo de 2025       | de la Mosson, Montpellier | Montpellier HSC - PSG                 |  | 1 - 4  | Ligue 1 2024-25                               |

## Palmarés

### Campeonatos nacionales
| Título               | Club                      | País     | Año  |
| -------------------- | ------------------------- | -------- | ---- |
| Primeira Liga        | S. L. Benfica             | Portugal | 2023 |
| Supercopa de Francia | París Saint-Germain F. C. | Francia  | 2023 |
| Ligue 1              | París Saint-Germain F. C. | Francia  | 2024 |
| Copa de Francia      | París Saint-Germain F. C. | Francia  | 2024 |
| Supercopa de Francia | París Saint-Germain F. C. | Francia  | 2024 |
| Ligue 1              | París Saint-Germain F. C. | Francia  | 2025 |
| Copa de Francia      | París Saint-Germain F. C. | Francia  | 2025 |

### Títulos internacionales
| Título                       | Club (*)                  | Sede     | Año  |
| ---------------------------- | ------------------------- | -------- | ---- |
| Liga de Campeones de la UEFA | Paris Saint-Germain F. C. | Múnich   | 2025 |
| Liga de Naciones de la UEFA  | Selección de Portugal     | Alemania | 2025 |
| Supercopa de la UEFA         | Paris Saint-Germain F. C. | Údine    | 2025 |

(*) Incluyendo la selección.